# Tipuri de gladiatori

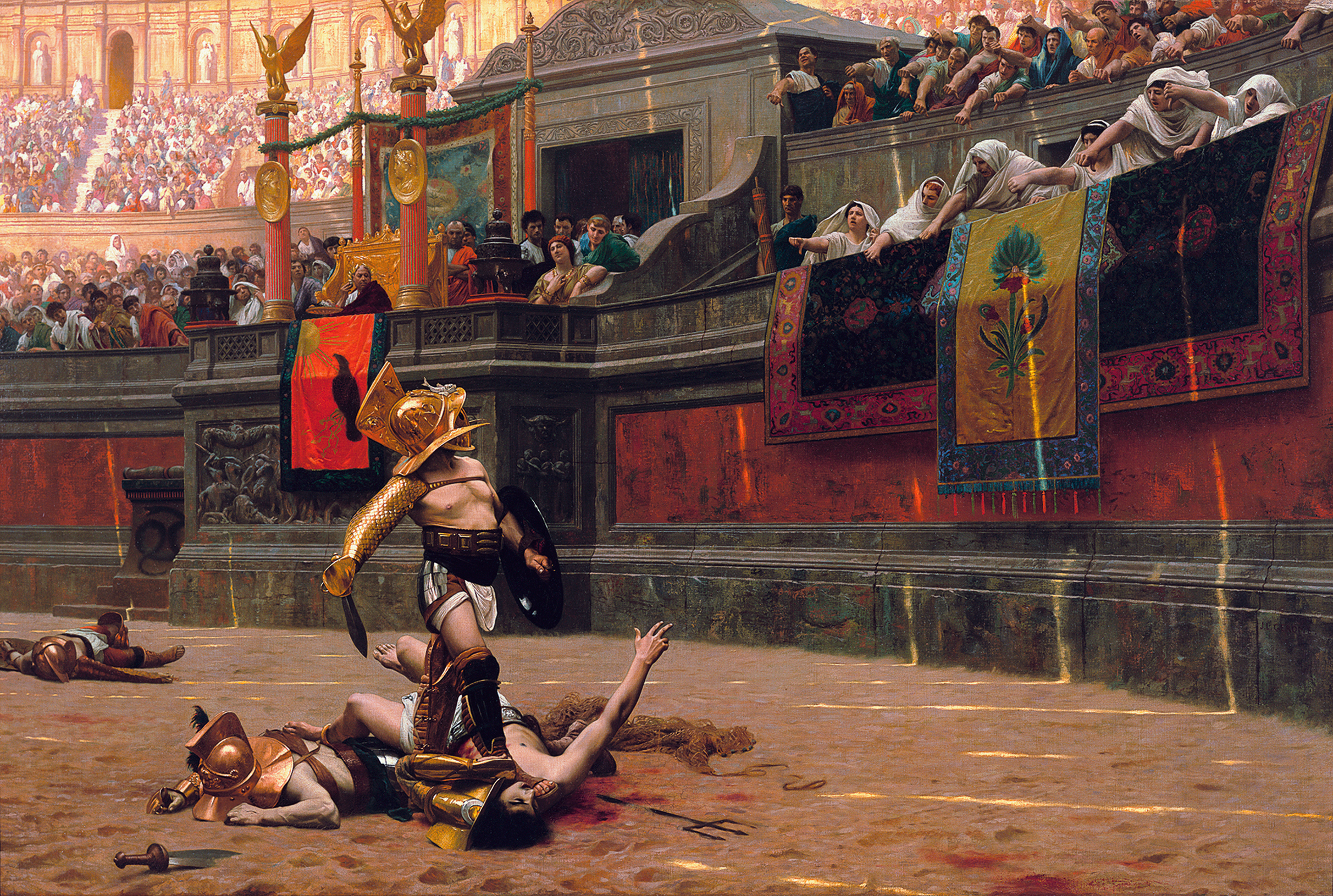
Gladiatori în Pollice Verso de
Jean-Léon Gérôme (1872)

Gladiatori din perioada Republicii: 
- Samniți
- Gali

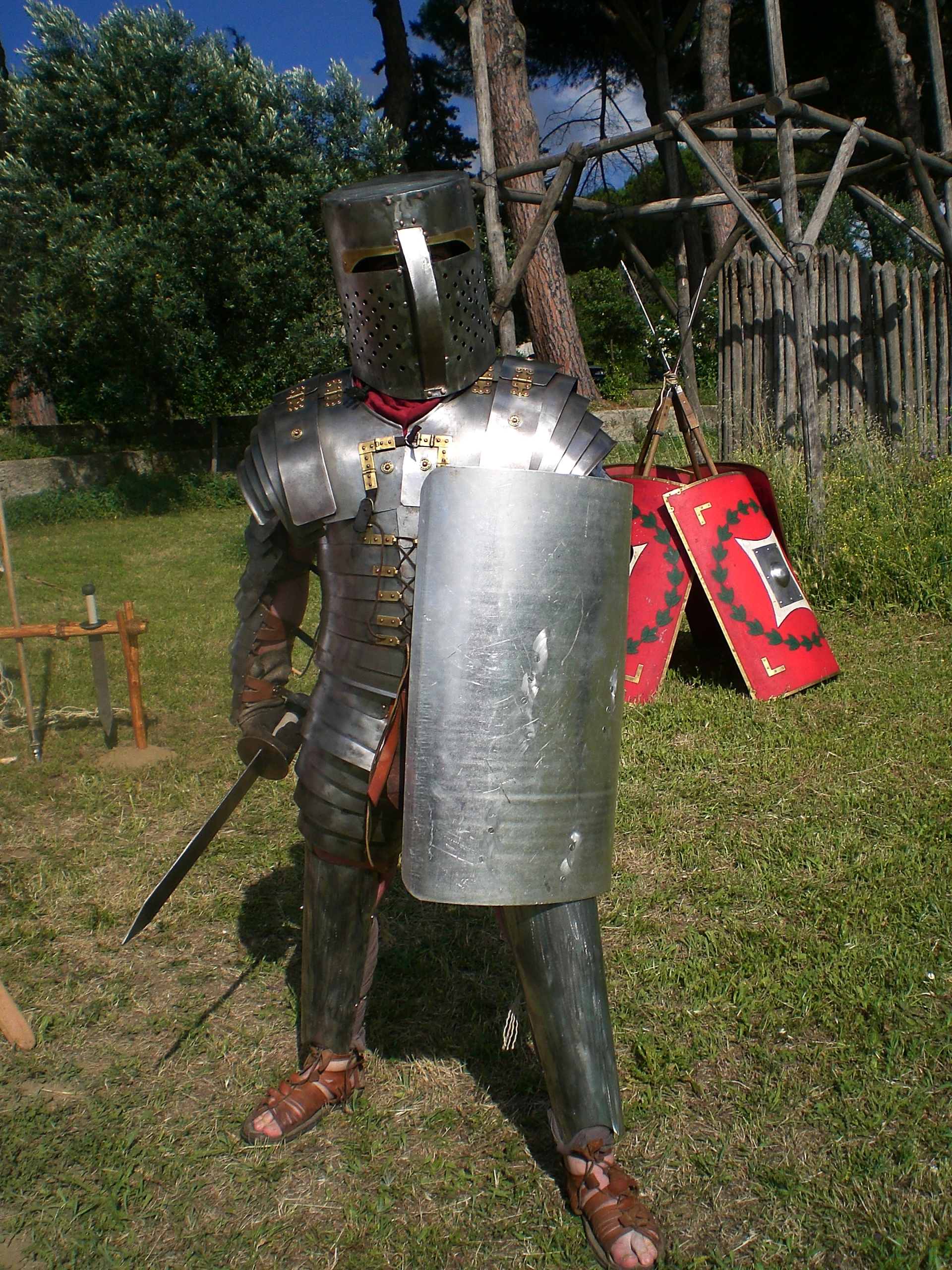
Crupellarius din legiunea a XXX-a Ulpia Victrix

Gladiatori din perioada Imperiului: 
- Eques
- Murmillo
- Thrax (Traci)
- Hoplomachus
- Secutor
- Retiarius
- Pontarius
- Scissor
- Provocator
- Gladiatrice
- Essedarius

Tipuri mai rare de gladiatori:
- Dimachaerus
- Sagittarius
- Andabat
- Laquearius
- Paegniarius
- Veles
- Venator
- Crupellarius
- Scaeva